# Iséthionate
Les iséthionates, également appelés acyliséthionates, sont des esters d'acides carboxyliques aliphatiques à longue chaîne CH3(CH2CH2)nCOOH, où n est compris entre 0 et 6, avec l'acide iséthionique HOCH2CH2SO3H ou ses sels, tels que l'iséthionate de sodium HOCH2CH2SO3Na et l'iséthionate d'ammonium HOCH2CH2SO3NH4. 
Comme les taurates, les iséthionates sont une classe de tensioactifs particulièrement doux qui, contrairement aux autres savons, conservent leurs propriétés lavantes même en eau dure. On les obtient en quantités industrielles en faisant réagir des mélanges d'acides gras avec des sels d'acide iséthionique sous catalyse acide, par exemple en présence d'acide méthylsulfonique CH3SO3H. Les mélanges d'acides gras sont produits par hydrolyse de graisses animales (suif) ou d'huiles végétales, notamment l'huile de coco, mais aussi l'huile de palme, l'huile de soja ou l'huile de ricin.
Les iséthionates sont des solides souvent mélangés à des acides gras (jusqu'à 30 % massique) pour abaisser leur point de fusion. Malgré sa faible solubilité dans l'eau (100 ppm à 25 °C), le cocoyliséthionate de sodium, meilleur marché, a trouvé une utilisation plus répandue que son sel d'ammonium, bien davantage soluble dans l'eau (> 25 % en poids à 25 °C). Pour solubiliser les iséthionates et les taurates peu solubles, on propose la formation de mélanges avec des tensioactifs amphotères tels que la bétaïne de cocamidopropyle. De tels mélanges permettent de préparer des concentrés aqueux transparents qui sont liquides à température ambiante.
Les iséthionates se caractérisent par une excellente compatibilité cutanée, par le fait qu'ils moussent beaucoup même en eau dure, par de bonnes propriétés nettoyantes et une sensation agréable sur la peau. Ils ne sont pas toxiques et sont facilement biodégradables. Cependant, contrairement aux taurates, les iséthionates ne sont pas stables à long terme en dehors d'une plage de pH de 5 à 8. Les iséthionates sont utilisés dans les savons solides et dans d'autres produits de soins personnels tels que les lotions, les gels douches, les shampooings, les savons liquides, les crèmes à raser et d'autres préparations cosmétiques et dermatologiques.